# 5 juillet 1977
Le mardi 5 juillet 1977 est le 186e jour de l'année 1977.

## Naissances
- AKIHIDE, chanteur japonais
- Arlette Torres, actrice et mannequin vénézuélienne
- Cyril Delcombel, joueur de basket-ball français
- Dale Rasmussen, joueur de rugby samoan
- Dunia Montenegro, actrice pornographique brésilienne
- Jérôme Éyana, athlète français
- Nicolas Kiefer, joueur de tennis allemand
- Ondjaki, écrivain angolais
- Patrick Calcagni, coureur cycliste suisse
- Raimondas Vilčinskas, coureur cycliste lituanien
- Roman Magdziarczyk, athlète polonais
- Royce Da 5'9", rappeur américain
- Sylvie Peperstraete, universitaire belge
- Thomas Porcher, économiste français
- Tobias Lindholm, réalisateur et scénariste danois
- Wart Kamps, acteur néerlandais

## Décès
- Henry Scheffé (né le 11 avril 1907), statisticien américain

## Événements
- Élections législatives norvégiennes de 1977
- Coup d'État du 5 juillet 1977 au Pakistan
- Création de Gouvernement de la législature constituante en Espagne
- Renversement du Premier ministre pakistanais Zulfikar Ali Bhutto, remplacé par le général Zia Ul Haq, qui institue la loi martiale.
- Réhabilitation de Deng Xiaoping. Il récupère les postes dont il avait été chassé un an plus tôt. Avec son slogan « rechercher la vérité à partir des faits », il s’oppose au dogmatisme maoïste de Hua Guofeng.